# Robert-Koch-Stiftung
Die Robert-Koch-Stiftung e. V. ist eine deutsche gemeinnützige Stiftung zur Förderung des medizinischen Fortschritts, vor allem der Grundlagenforschung der Infektionserkrankungen, mit Geschäftsstellensitz in Berlin (früher Bonn). Bei ihrer Gründung 1907 hieß sie noch „Robert-Koch-Stiftung zur Bekämpfung der Tuberkulose“, zur Würdigung der wegweisenden Leistung des Medizinforschers Robert Koch.

## Ziele
- Grundlagenforschung bei Infektionskrankheiten
- Immunologie
- Maßnahmen zur Lösung medizinischer und hygienischer Probleme in den Ländern der Dritten Welt

Die Stiftung verleiht jährlich den Robert-Koch-Preis, einen der höchstdotierten Medizinerpreise Deutschlands, sowie die Robert-Koch-Medaille in Gold für wissenschaftliche Lebensleistung und vergibt darüber hinaus jeweils drei Postdoktorandenpreise. Diese werden in Zusammenarbeit mit den für dieses Fachgebiet relevanten Fachgesellschaften, der Deutschen Gesellschaft für Hygiene und Mikrobiologie, der Deutschen Gesellschaft für Immunologie und der Gesellschaft für Virologie (GfV) für herausragende Publikationen an den wissenschaftlichen Nachwuchs vergeben. Darüber hinaus vergibt die Stiftung seit 2013 im zweijährigen Rhythmus den Preis für Krankenhaushygiene und Infektionsprävention.

## Struktur
Dem sechsköpfigen Vorstand gehören an (Stand Oktober 2022):
- Wolfgang Plischke, Mitglied des Aufsichtsrats Bayer AG Leverkusen als Vorsitzender;
- Andreas Radbruch, Wissenschaftlicher Direktor des Deutschen Rheuma-Forschungszentrums Berlin, als Stellvertretender Vorsitzender;
- Christoph Straub, Vorsitzender des Vorstands der Barmer Ersatzkasse als Schatzmeister;
- Han Steutel, Präsident des Verbandes der forschenden Pharmaunternehmen (vfa) als Schriftführer;
- Hans-Georg Kräusslich, Dekan der Medizinischen Fakultät der Universität Heidelberg als Beisitzer;
- Ute Teichert, Leiterin der Abteilung Öffentliche Gesundheit im Bundesministerium für Gesundheit Berlin als Beisitzerin.

Im (2022) 21-köpfigen Kuratorium der Stiftung, das nach Eigenangaben hauptsächlich der Einwerbung von Mitteln für die Stiftung dient, stellen Vertreter der großen Namen der in Deutschland und benachbarten Ländern tätigen Pharma- und Industriekonzerne die deutliche Mehrheit.

## Geschichte
Die wissenschaftlichen Entdeckungen Robert Kochs waren eine wissenschaftliche Sensation und ein viel beachteter Meilenstein auf dem Gebiet der Seuchenbekämpfung. Ein Aufruf für eine entsprechende Stiftung, die die Umsetzung in medizinische Alltagspraxis voranbringen und gewährleisten sollte, fand weltweit Gehör. Der US-amerikanische Stahlindustrielle und Philanthrop Andrew Carnegie z. B. spendete 500.000 Goldmark. Erster Geförderter der 1907 gegründeten Stiftung war jener Mediziner, dessen Namen die Stiftung trägt: Robert Koch. Bereits 1909 erhielt er 20.000 Reichsmark für die Fortführung der Tuberkuloseforschung, nämlich die ersten Zinsen des Stiftungskapitals. Die die Arbeit des Instituts für Infektionskrankheiten durch Stipendien unterstützende Stiftung zur Auszeichnung und finanziellen Förderung von Forschungen zur „Bekämpfung von Infektionskrankheiten“ wurde 1935 erneuert, nachdem sie 1929 durch einen Ministerial-Erlass aufgehoben worden war.